# Атенеум (чешский журнал)
Атене́ум. Страни́цы литерату́ры и нау́чной кри́тики (чеш. «Athenaeum, listy pro literaturu a kritiku vědeckou») — чешский литературный и научный журнал, издававшийся на чешском языке в Праге с 1883 года.
Основателем его и первым редактором был профессор Томаш Масарик. С 1888 года журнал редактировался и издавался профессором Йозефом Кайзлом. «Атенеум» пользовался определённым авторитетом у читающей публики.
Атеней выходил в виде выпусков ин-октаво по 32 страницы 15-го числа каждого месяца. В журнале помещались сведения и о России: библиографические сведения и краткий критический разбор вышедших в России сочинений (отдел «Posudky а oznámení»), список сочинений за месяц (отдел «Z cizích literatur»).
На страницах «Атенея» печатались, по инициативе Масарика, статьи учёных в разных областях науки, убедительно доказавших подложность рукописей Вацлава Ганки — Краледворской и Зеленогорской, что поставило точку в споре о Рукописях.